# Potzwenden
Potzwenden ist ein Ortsteil der südniedersächsischen Gemeinde Landolfshausen im Landkreis Göttingen. Das kleine, nur rund 50 Einwohner zählende Dorf ist seit 1973 Standort des Feuerwehrzentrums Potzwenden des Landkreises. Auf dem 6 Hektar großen Gelände führen Jugendfeuerwehren aus ganz Niedersachsen Zeltlager und Freizeiten durch.

## Geschichte
Über die Anfänge Potzwenden ist nur wenig bekannt. Die erste urkundliche Erwähnung aus dem Jahr 1293 als Pustockwenede ist nur in einer Abschrift aus dem 20. Jahrhundert erhalten, die nächste schriftliche Erwähnung findet sich 1352 als Postockeswenden. Während des Dreißigjährigen Krieges wurde das Dorf aufgegeben, spätestens Anfang des 18. Jahrhunderts war Potzwenden wieder bewohnt. Bereits vor dem Dreißigjährigen Krieg soll Potzwenden für eine gewisse Periode wüst gelegen haben, da am 6. Dezember 1568 Herzog Wolfgang von Grubenhagen dem Edelherren Dietrich von Plesse unter anderem eine Wüstung Potzwenden als Lehen überträgt. Übereinstimmend zu dieser Übertragung findet sich im Plessischen Lehnsrevers aus dem Jahre 1568 der Eintrag zu Potzwenden wieder. Dass der Ort jedoch ähnlich wie Falkenhagen damals wüst gelegen haben soll, ist eher unwahrscheinlich und wird von Georg Max mit dem Hinweis auf ein sprachlichen Fehlgriff zurückgewiesen. Wahrscheinlicher ist, dass das Dorf bereit zu früheren Zeiten, um die Mitte und gegen Ende des 15. Jahrhunderts temporär wüst lag, so sind für die Jahre 1453 und 1490 bezeugt, dass Potzwenden damals eine Wüstung darstellte und erst 1538 wiederbesiedelt wurde.
Im 19. Jahrhundert, unter der Hoheit des Königreichs Westphalen, wies man Potzwenden dem Leine-Departement zu und unterstellte das lutherische Dorf dem Kanton Radolfshausen, welcher dem Distrikt Göttingen untergeordnet war. Der Ort zählte damals 60 Einwohner, die sich auf 9 Wohnhäuser verteilten. Die weitere Entwicklung der Einwohnerzahlen blieben in den folgenden Dekaden stabil, so zählte man um die Mitte des 19. Jahrhunderts 57 Einwohner in Potzwenden, das nunmehr ein Teil des Fürstentums Grubenhagen war, und in das Amt Radolfshausen eingegliedert wurde. Dort fungierte es, gemeinsam mit der Domäne Radolfshausen im Domänenverband.
Am 1. Januar 1973 wurde Potzwenden in die Gemeinde Landolfshausen eingegliedert.